# Ła-11
Ła-11 (ros. Ла-11) – radziecki jednosilnikowy, jednomiejscowy samolot myśliwski dalekiego zasięgu, powstały w biurze konstrukcyjnym S.A. Ławoczkina po II wojnie światowej. Był rozwinięciem myśliwca Ła-9 i ostatnim myśliwcem o napędzie tłokowym w lotnictwie radzieckim. Wyprodukowano 1232 sztuk Ła-11.

## Powstanie i rozwój
Samolot Ła-11 był ostatnim stadium rozwoju myśliwców z napędem tłokowym konstrukcji S. Ławoczkina (ŁaGG-3, Ła-5, Ła-7, Ła-9). Do Ła-7 włącznie miały one konstrukcję całkowicie drewnianą. Już po II wojnie światowej powstał samolot Ła-9, będący rozwinięciem Ła-7, o konstrukcji całkowicie metalowej (oznaczenie fabryczne „130”). Oprócz zmiany konstrukcji, kabina stała się bardziej przestronna i znacznie wzmocniono uzbrojenie, z 3 działek 20 mm do 4 działek 23 mm. Silnik natomiast pozostał ten sam (ASz-82FN o mocy 1850 KM).
Jeszcze przed skierowaniem Ła-9 do produkcji, Rada Ministrów ZSRR zleciła 18 października 1946 biuru Ławoczkina OKB-301 w Chimkach opracowanie bardziej uniwersalnego myśliwca o większym zasięgu, nadającego się do dalekiego eskortowania bombowców. W efekcie, w maju 1947 oblatano samolot „134”, oznaczony też Ła-9M (nie posiadający jeszcze powiększonych zbiorników paliwa), a w czerwcu 1947 oblatano drugi prototyp „134D” w docelowej konfiguracji. Konstrukcja pozostała podobna, do Ła-9; widoczną różnicą stało się przeniesienie chłodnicy oleju spod kadłuba (jak w Ła-7 i Ła-9) do dolnej części powiększonej osłony silnika, o eliptycznym przekroju, z wlotem w formie półksiężyca. Zwiększono zapas paliwa (z 825 do 1100 l) i oleju, ograniczając uzbrojenie do 3 działek 23 mm. Wobec zwiększonej o 571 kg masy, samolot otrzymał większe koła podwozia. W celu zwiększenia  komfortu pilota w długotrwałych lotach, otrzymał on wygodniejszy fotel z podłokietnikami i pisuar. Próby państwowe samolotu zakończono 22 sierpnia 1947. Co prawda prototyp nie osiągnął zakładanej prędkości, a manewrowość z pełnym zapasem paliwa była słaba, lecz został ogólnie oceniony jako zadowalający i skierowany do produkcji pod oznaczeniem Ła-11. Przy mniejszej ilości paliwa, jego zachowanie w locie było podobne do Ła-9.

## Produkcja
Produkcja rozpoczęła się w 1947 w fabryce nr 21 w Gorkim, pod oznaczeniem fabrycznym „wyrób 51” (izdielie 51). W toku produkcji, prowadzonej równolegle z Ła-9, wprowadzano drobne zmiany. Od 4. serii wprowadzono podgrzewaną instalację przeciwoblodzeniową skrzydeł i usterzenia. Nad kabiną zaczęto montować fotokarabin S-13 w wystającej obudowie (wczesne samoloty miały amerykański fotokarabin Fairchild w prawym skrzydle). W 1947 wyprodukowano 100 samolotów, w 1948 – 650, po czym przerwano produkcję. Z powodu małej długotrwałości lotu wczesnych myśliwców odrzutowych, wytwarzanie Ła-11 podjęto jednak na nowo, choć w mniejszych seriach - w 1949 zbudowano 150, tyle samo w kolejnym roku i w 1951 ostatnie 182 – łącznie 1232 samoloty.  Część egzemplarzy zbudowano w wersji szkolnej oznaczonej jako Ła-11UTI
Od lata 1949 samoloty zaczęły otrzymywać wyposażenie do lądowania bez widoczności (system USP-48). Modyfikacje jednak prowadziły do zwiększenia masy samolotu i pogorszenia osiągów.
W drugiej połowie 1950 roku 100 myśliwców przebudowano na samoloty rozpoznawcze, montując aparat fotograficzny AFA-BA40 na ruchomej podstawie. Ponadto, zwykłe myśliwce mogły pełnić zadania rozpoznawcze dzięki etatowemu wyposażeniu w aparat AFA-IM do zdjęć pionowych za kabiną pilota. W 1948 prowadzono próby samolotu z podwoziem na odrzucanych nartach, którego koncepcja była rozwijana na wypadek zniszczenia lotnisk w ataku jądrowym; otrzymał on również śmigło WISz-107RE z odwracalnym wektorem ciągu dla sprawniejszego hamowania. Koncepcja ta jednak nie została wdrożona w praktyce. Prototyp „134D” testowano także z dodatkowymi nieodrzucanymi zbiornikami paliwa po 116 l na końcówkach skrzydeł.

## Użycie

### ZSRR
Wojskowe próby Ła-11 odbywały się w 176 pułku myśliwskim (176 IAP) stacjonującym pod Moskwą. Następnie samoloty zaczęły wchodzić na wyposażenie jednostek Radzieckich Sił Powietrznych (WWS), obrony powietrznej kraju (PWO) oraz marynarki wojennej. Typ otrzymał nazwę Fang w kodzie NATO. Oprócz zadań eskortowania bombowców, Ła-11 był wykorzystywany jako myśliwiec przechwytujący dalekiego zasięgu, co było szczególnie istotne nad rozległymi obszarami Syberii. W 1948 prowadzono próby startu i lądowania samolotów na krach na Dalekiej Północy.
Samoloty tego typu, były uczestnikami kilku incydentów. W nocy 16/17 maja 1949 jeden Ła-11 został uprowadzony przez pilota do Szwecji, gdzie został uszkodzony przy lądowaniu. 8 kwietnia 1950 Ła-11 z 30. Gwardyjskiego Pułku Myśliwskiego (GIAP) zestrzeliły nad Bałtykiem, w rejonie Libawy, amerykański samolot rozpoznawczy PB4Y Privateer z dywizjonu VP-6. 6 listopada 1951 Ła-11 z 88 GIAP Floty Pacyfiku zestrzeliły nad radzieckimi wodami terytorialnymi, samolot patrolowy P2V Neptune z dywizjonu PV-6 (piloci Ła-11 w obu wypadkach zostali odznaczeni Orderem Czerwonego Sztandaru). Według źródeł rosyjskich, w maju 1950 dwa Ła-11 stoczyły nad Cieśniną Beringa walkę z dwoma amerykańskimi myśliwcami P-51 Mustang. Zakończyła się ona uszkodzeniem jednego samolotu po każdej ze stron. W lotnictwie radzieckim Ła-11 służyły do 1955.

### Chiny, Korea Północna i inne
W ramach radzieckiej pomocy wojskowej, 40 Ła-11 z 351 IAP, noszących chińskie znaki rozpoznawcze, osłaniało od marca 1950 przestrzeń powietrzną Chińskiej Republiki Ludowej w rejonie Szanghaju, walcząc z samolotami Kuomintangu (Tajwanu) i stacjonując w Xuzhou. Według źródeł rosyjskich, 13 i 14 marca 1950 zestrzeliły one dwa bombowce B-25, wykonujące misje rozpoznawcze, a 4 kwietnia kpt. N. Gużow zestrzelił dwa myśliwce P-51 Mustang. Od lipca do października 1950 pułk zajmował się szkoleniem na Ła-11 pilotów chińskich, po czym pozostawił w Chinach samoloty i powrócił do ówczesnej bazy radzieckiej Dalnyj.
13 czerwca 1951 351. IAP pod dowództwem ppłk. I. Jefimowa, przerzucono do toczącej wojnę Korei Północnej. Ze względu na słabsze osiągi od myśliwców odrzutowych, a z drugiej strony dobre wyposażenie nawigacyjne i długotrwałość lotu, używano ich tam jako myśliwców nocnych, pomimo braku wyposażenia w radar. 12 października i 16 listopada 1951 Ła-11 zestrzeliły amerykańskie bombowce B-26 Invader, a 15 maja 1952 samolot rozpoznawczy RB-26. Ponadto zestrzelono jeszcze jeden B-26. Piloci usiłowali także przechwytywać bombowce Boeing B-29 Superfortress, lecz z uwagi na ich duży pułap i prędkość, jedynie uszkodzili dwa samoloty. Radzieckie Ła-11 z 351 IAP działały nad Koreą do lata 1953, wykonując 688 lotów.
Oprócz służby w ramach radzieckiej pomocy wojskowej, 223 Ła-11 przekazano w 1950 lotnictwu Chińskiej Republiki Ludowej. W 1951 jeden pułk chińskich Ła-11 z 2. Dywizji w składzie 36 maszyn (30-31 sprawnych) przebazowano do Korei Północnej w ramach pomocy chińskiej. Oprócz tego, Ła-11 posiadała dwupułkowa 8. Dywizja lotnictwa. Chińskie Ła-11 w Korei były użyte m.in. 6 i 30 listopada 1951 w osłonie bombowców Tu-2 atakujących wyspy u ujścia Jalu. Podczas tej drugiej akcji doszło do walk z amerykańskimi odrzutowcami F-86 Sabre, w której Chińczycy stracili 4 bombowce i 3 Ła-11, uszkadzając jeden F-86 (zestrzelenia dwóch dalszych F-86 nie potwierdzają Amerykanie).

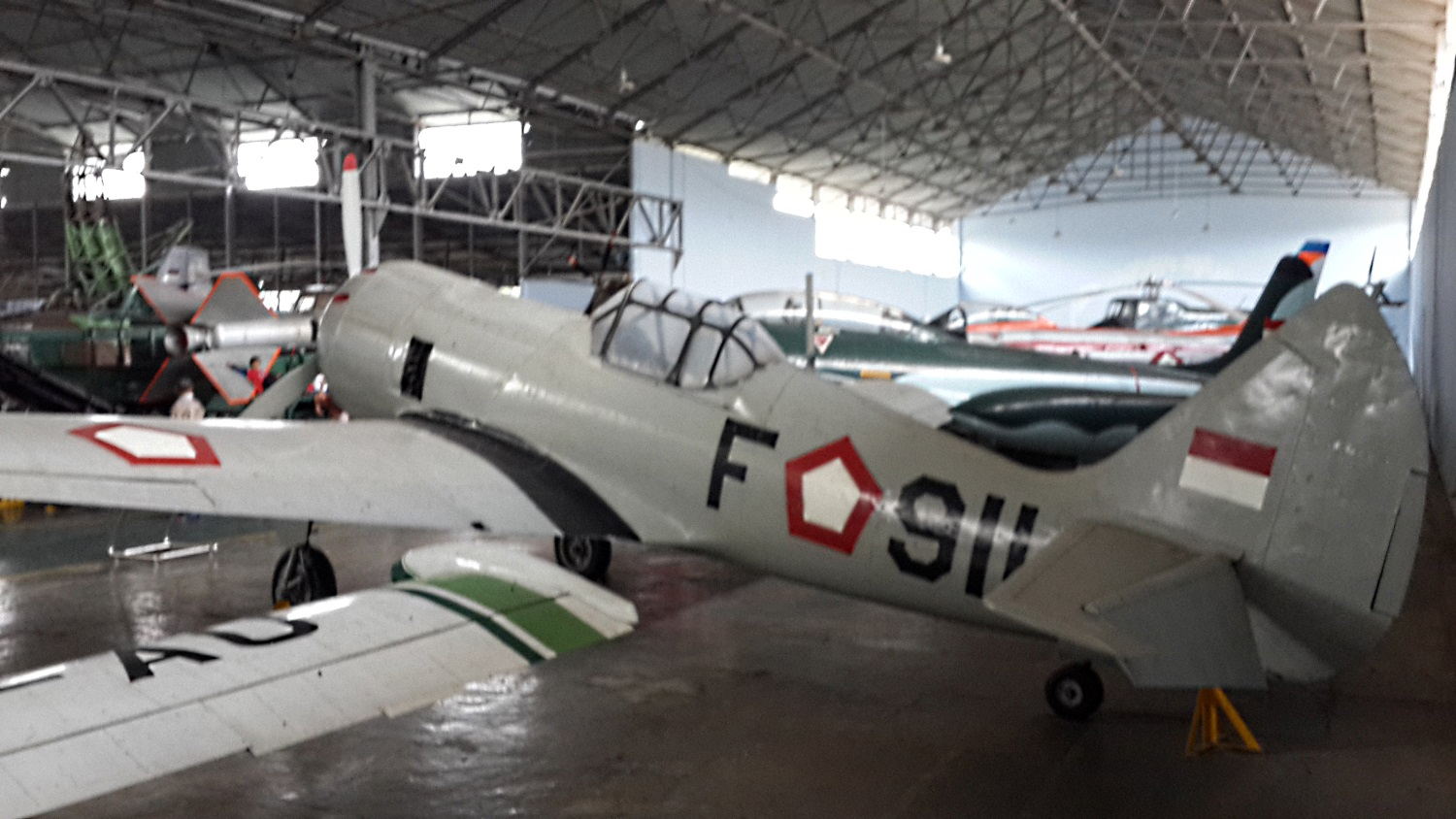
Indonezyjski Ła-11 (nieoryginalna osłona kabiny)

Podczas dalszych operacji, w 1952 Amerykanie zgłosili zestrzelenie tylko jednego Ła-11 (20 czerwca, przez F-86). Ła-11 zostały następnie skierowane głównie do operacji nocnych i intensywność walk z ich udziałem zmniejszyła się. Według meldunków amerykańskich, 31 marca 1953 myśliwiec F-94B zestrzelił w nocy jeden Ła-11. Po zakończeniu działań w Korei, Ła-11 pozostały na uzbrojeniu lotnictwa chińskiego do 1959. M.in. w styczniu 1955 wspierały one działania przeciw przybrzeżnym wyspom pozostającym pod władzą rządu na Tajwanie.
Część Ła-11 lotnictwa chińskiego została przekazana Korei Północnej. W połowie lat 50. pewna kolejna partia została także przekazana Indonezji, gdzie używane były już głównie do szkolenia.

## Ocena
Ła-11 odpowiadał ogólnie najlepszym myśliwcom zachodnim końcowego okresu II wojny światowej, które jednakże powstawały kilka lat wcześniej. Jego zasięg maksymalny i prędkość w niewielkim stopniu ustępowały rekordzistom pod tym względem – P-51D Mustang i P-47D Thunderbolt, przy tym Ła-11 był konstrukcją znacznie od nich lżejszą. Należy zaznaczyć, że nie mógł on jednak przenosić dodatkowych zbiorników paliwa. Według radzieckich prób porównawczych, do wysokości 5000 m Ła-11 przewyższał Mustanga w manewrowości, lecz ustępował mu na większych wysokościach; miał przy tym mniejszy pułap praktyczny. Podczas prób prototypów oceniano, że Ła-11 nie nadaje się do skutecznego prowadzenia walk na wysokościach ponad 7000 m, a jego manewrowość jest ograniczona.
Powojenne myśliwce zachodnie z silnikiem tłokowym Grumman F8F Bearcat i Hawker Sea Fury były szybsze od Ła-11, zwłaszcza na średnich i dużych wysokościach, dysponując znacznie mocniejszymi silnikami, niż wywodzący się z połowy wojny ASz-82FN. Były one jednak znacznie cięższe, przy tym Sea Fury miał znacznie mniejszy zasięg. Zaletą Ła-11 było silne uzbrojenie strzeleckie, przewyższające większość myśliwców z napędem tłokowym tego okresu, a dzięki większemu kalibrowi, porównywalne z 4 działkami 20 mm Sea Fury. Z drugiej strony, Ła-11 w odróżnieniu od konstrukcji zachodnich, nie był przystosowany do przenoszenia bomb.

## Opis konstrukcji

Silnik ASz-82FN eksponowany w MLP w Krakowie

Wolnonośny dolnopłat o konstrukcji i poszyciu całkowicie metalowym. Kadłub półskorupowy, o przekroju owalnym, kryty blachą duraluminiową. Statecznik pionowy połączony integralnie z kadłubem. Kabina kryta, z nieruchomym trzyczęściowym wiatrochronem z przednią płaską szybą pancerną grubości 60 mm. Środkowa część osłony odsuwana do tyłu, tylna część przeszklona, przechodząca w owiewkę. Za siedzeniem pilota płyta pancerna, a za jego głową szyba pancerna grubości 73 mm.
Płat o profilu laminarnym, trzyczęściowy, jednodźwigarowy, kryty duraluminium. Klapy na krawędzi spływu. Stery kryte płótnem. Podwozie samolotu klasyczne, podwozie główne chowane w skrzydła w kierunku do wewnątrz, kółko ogonowe chowane do kadłuba i zakrywane klapami.  Koła z oponami o rozmiarze 660 × 160 mm.
Silnik ASz-82FN w układzie podwójnej gwiazdy, 14-cylindrowy. Śmigło trójłopatowe o nastawnym skoku WISz-105W-4 średnicy 3,1 m. Pięć zbiorników paliwa w centropłacie i skrzydłach o pojemności 1100 l (normalny zapas paliwa 700 l, bez paliwa w zbiornikach w zewnętrznych częściach płata). Zbiornik oleju o pojemności 63 l (normalny zapas 50 l). Chłodnica oleju OP-812 w dolnej części osłony silnika.
Wyposażenie: radiostacja RSI-6, system lądowania bez widoczności USP-48 (radiokompas ARK-5, radiowysokościomierz RW-2, odbiornik sygnałów naprowadzania MRK-48, kompas EGDM-3) (na wczesnych samolotach zamiast systemu USP-48 radiopółkompas RPKO-10M), nadajnik aparatury rozpoznawczej swój-obcy CSz-3M. Instalacja przeciwoblodzeniowa: nagrzewnica benzynowa BO-20 zewnętrznych części skrzydeł, nagrzewnica elektryczna krawędzi natarcia usterzenia poziomego, spryskiwacze spirytusowe łopat śmigła i przedniej szyby.
Uzbrojenie: trzy działka automatyczne NS-23S kalibru 23 mm w nosowej części kadłuba, synchronizowane ze śmigłem (dwa w górnej części kadłuba i jedno w lewej). Zapas amunicji - łącznie 225 nabojów. Celownik kolimatorowy ASP-1N. Fotokarabin S-13.